# Wojciech Kozub
Wojciech Kozub, né le 20 juillet 1976 à Ratułów, est un biathlète polonais. 

## Biographie
Il a démarré en Coupe du monde en 1994. Il remporte en 1997 la médaille de bronze dans l'épreuve par équipes aux Mondiaux d'Osrblie avec Wiesław Ziemianin, Tomasz Sikora et Jan Ziemianin. Il obtient son meilleur résultat individuel en championnat du monde lors de l'édition 1999, où il est quinzième de l'individuel. En 2000, il enregistre son unique top dix dans la Coupe du monde avec une huitième place à la poursuite d'Oberhof.
En 2002, il prend part aux Jeux olympiques de Salt Lake City, où il est notamment 18e du sprint. Peu après une médaille de bronze à l'individuel des Championnats d'Europe, il se retire du biathlon international.
Sa femme Halina Pitoń a été aussi une biathlète de haut niveau.

## Palmarès

### Jeux olympiques
| Épreuve / Édition                   | Individuel | Sprint | Poursuite                        | Départ en masse                  | Relais |
| Jeux olympiques 1998 Nagano         | 30e        | 23e    | Épreuve inexistante à cette date | Épreuve inexistante à cette date | 5e     |
| Jeux olympiques 2002 Salt Lake City | 69e        | 18e    | 34e                              | Épreuve inexistante à cette date | 9e     |

Légende :
- — : N'a pas participé à cette épreuve
- : épreuve non disputée lors de cette édition

### Championnats du monde
| Épreuve / Édition                 | individuel                       | Sprint                           | Poursuite                        | Départ en masse                  | Relais                           | Course par équipes               |
| Mondiaux 1996 Ruhpolding          | -                                | 56e                              | Épreuve inexistante à cette date | Épreuve inexistante à cette date | 7e                               | -                                |
| Mondiaux 1997 Osrblie             | 26e                              | 36e                              | -                                | Épreuve inexistante à cette date | 6e                               | Médaille de bronze, monde        |
| Mondiaux 1998 Pokljuka Hochfilzen | Épreuve inexistante à cette date | Épreuve inexistante à cette date | 39e                              | Épreuve inexistante à cette date | Épreuve inexistante à cette date | 5e                               |
| Mondiaux 1999 Kontiolahti Oslo    | 15e                              | 61e                              | -                                | -                                | 14e                              | Épreuve inexistante à cette date |
| Mondiaux 2000 Oslo                | 36e                              | 59e                              |                                  | -                                | 11e                              | Épreuve inexistante à cette date |
| Mondiaux 2001 Pokljuka            | 64e                              | 78e                              | -                                | -                                | 6e                               | Épreuve inexistante à cette date |

Légende :

 : troisième place, médaille de bronze

LAP : a pris un tour de retard

 : épreuve inexistante à cette date

— : pas de participation à cette épreuve.

### Coupe du monde
- Meilleur classement général : 42e en 2000.
- Meilleur résultat individuel : 8e.

### Championnats d'Europe
- Médaille d'argent du relais en 2000 et 2001.
- Médaille de bronze de l'individuel en 2002.

### Championnats du monde de biathlon d'été
- Médaille de bronze du relais en 1998.